# Casi todos (matemáticas)

La derivada de la función de Cantor en el intervalo unidad es 0 para casi todos los números en el intervalo.

En matemáticas, la expresión "casi todo 'tiene una serie de usos especializados que extienden su significado intuitivo.

## Cardinalidad
Al referirse a un subconjunto de un conjunto infinito, "casi todo" se usa a veces como sinónimo de "todos excepto un conjunto finito" (es decir, es un subconjunto cofinito). Un ejemplo simple es que casi todos los números primos son impares, lo que se basa en el hecho de que todos menos un número primo son impares. (La excepción es el número 2, que es primo pero no impar).
En referencia a un subconjunto de un conjunto incontable, "casi todo" a veces se usa para indicar "todos los elementos a excepción de un conjunto numerable" (es decir, es un subconjunto cocontable).

## Teoría de la medida
Cuando se habla de números reales, a veces significa que "todos los reales excepto un conjunto de medida de Lebesgue cero" (formalmente, casi en todas partes). En este sentido, casi todos los reales no son miembros del conjunto de Cantor, aunque el conjunto de Cantor es no numerable.
De manera más general, "casi todo" se usa a veces en el sentido de "casi en todas partes" en teoría de la medida, o en el sentido estrechamente relacionado de "casi seguramente" en teoría de la probabilidad.

## Teoría de números
En teoría de números, si P (n) es una propiedad de un número natural, y si p(N) indica el número de enteros positivos n menor que Npara el cual P(n) se cumple, y si
p(N)/N → 1 cuando N → ∞
(véase límite de una sucesión), entonces se dice que "P(n) es válido para casi todos los enteros positivos n" (formalmente, casi seguramente).
Por ejemplo, el teorema de los números primos establece que el número de números primos menores o iguales que N es asintóticamente igual a N/ln N. Por lo tanto, la proporción de enteros primos es aproximadamente 1 / ln N, que tiende a 0. Por lo tanto, casi todos los enteros positivos son compuestos (no primos), y sin embargo, todavía hay un número infinito de primos.